# Тель-Беэр-Шева
Те́ль Беэр-Шева (ивр. תל באר שבע‎); в Библии — Вирсавия — библейский холм (тель) на юге Израиля.
Находится восточнее Беэр-Шевы, западнее бедуинского посёлка Тель-Шева, севернее Неватим и южнее Омера. Расположен на пересечении дорог, ведущих на север в сторону горы Хеврон, на восток к Иудейской пустыне и Мёртвому морю, на запад в направлении Прибрежной долины и на юг в направлении Негева и Красного моря. Археологические раскопки теля проводились в 1969—1975 годах под руководством профессора Йоханана Аарони и в 1976 под руководством профессора Зеэва Херцога.

## История
Несмотря на то, что самые древние находки относятся к IV тысячелетию до н. э. (периоду халколита), Беэр-Шева была покинута жителями в ранний бронзовый век. Примерно две тысячи лет поселение было заброшено, но заново заселено в XI веке до н. э.. Представители этой древней культуры умели плавить металл, обрабатывать камень и слоновую кость, а кроме того, создавали в мягких почвах уникальные для Ханаана подземные помещения. Находки археологов позволяют предположить наличие торговых и культурных связей этого района пустыни с Африкой и северным Ханааном.
Основные находки относятся к IX веку до н. э.. Сооружения, развалины которых найдены в теле, были построены жителями Иудейского царства. Поселение восстанавливалось три раза, пока не было окончательно уничтожено в конце VII века до н. э. во время нападения вавилонян.
Экономика беэршевской культуры медного века была построена на выращивании пшеницы и ржи, а также на скотоводстве (козы и овцы). Следы металлургического производства, найденные в Беэр-Шеве — самые древние на территории Израиля.
В период своего расцвета древняя Беэр-Шева представляла собой хорошо укрепленный небольшой город, имевший 60 жилых домов, в которых проживало примерно 500 человек.
Тель несколько раз упоминается в ТАНАХе. Первые упоминания относятся к заключению союза между Авраамом и царём Герара Авимелехом, после того, как царь по ошибке взял Сарру в свой гарем. Следующее упоминание в главе Толдот, после заключения союза между Исааком и Авимелехом. Позднее упоминается что поселение находилось на территории колена Симеона, находящейся целиком в окружении земель колена Иуды.
Во времена расцвета Объединённого Израильского царства через Негев проходила дорога из Иерусалима до самого Эцион-Гевера (нынешний Эйлат). Негев был как бы мостом между Индийским океаном и Средиземным морем.
Раскопки открыли укреплённый город, существовавший от эпохи Судей до разрушения Первого Храма. Обнаружены также находки периода эллинизма, времён царя Ирода и римской эпохи. На этом месте существовало поселение также во времена Византии и крестоносцев, но было разрушено и оставалось в развалинах до 1880 года, когда турки начали строить новый город западнее теля. Раскопки на разных временных пластах позволили изучить остатки иудейского города VIII века до н. э. (железный век).
В 2005 году Тель Беэр-Шева был внесён в список объектов всемирного наследия ЮНЕСКО.

## Описание
Застройка железного века раскопана почти полностью. Форма города была эллипсоидная. Город был окружён стенами, в южной части которых были ворота. Улицы делили город на три части, равные по размерам. Все улицы вели к центральной городской площади. Задние стены домов были пристроены к городской стене. Ворота состояли из 2 камер, пристроенных к углам домов по обеим сторонам. За воротами находился колодец, также окружённый зданиями. Дата появления колодца неясна: его наслоения нарушены в древности падением верхней части стенок, а дно при раскопках (пройдено 28 м) не достигнуто. Он возник не позже VII слоя, так как стоит точно в центре двора этого времени.
Главными зданиями города были шесть складских помещений, на площади 600 м², в которых было достаточно места для сбережения продуктов, необходимых как в гражданских, так и военных целях. Самое важное здание в городе это царский дворец, с тремя длинными залами и системой комнат.
В городе были две системы подачи воды: колодец вне городских стен и резервуар для воды в самом городе, на случай его осады. Система была построена в железном веке путём сооружения плотины на реке Хеврон и системы переброски воды в подземный резервуар, вырытый в меловой скале. Данная система использовалась до I века до н. э.. Глубина колодца была 69 метров ниже уровня поверхности.
Самое раннее поселение (слой IX) открыто только в юго-восточной части холма; оно состояло из пещер и ям разной формы, вырытых в склоне холма, которые могли использоваться для хранения зерна или для жилья. В слое обнаружены фрагменты филистимской, краснолощеной и крашеной керамики (конец XII — начало XI веков). Пещеры и ямы оставались основными сооружениями в слое VIII (около середины XI века), но найдены и следы строительства зданий на каменных фундаментах.
При раскопках также обнаружены обломки алтаря с четырьмя угловыми возвышениями. Алтарь был реконструирован из обломков. Он доказывает существование храма или религиозного центра в городе. Особый интерес представляют блоки, заложенные в стену «хранилища» от стенок и верхней части 4-рогого жертвенника (на некоторых из них были насечены изображения змеи). Часть камней от жертвенника, причём со следами огня, собрана в слое II.
В эпоху эллинизма на месте Вирсавии была поставлена крепость, а в иродианский период — большой дворцовый комплекс со служебными зданиями и банями. В ходе раскопок обнаружены остатки синагоги византийского периода.
Площадь теля (3,09 гектар) намного меньше, чем двух других телей, включенных вместе с ним в Список объектов Всемирного наследия ЮНЕСКО. На данный момент раскопано около 60 % площади теля и большая часть зданий и сооружений уже на поверхности.
В ряде участков, в особенности в районе городских ворот, произведены работы по реставрации стен, которые были сложены из глиняных блоков. ЮНЕСКО осудило реставрационные работы, снижающие, по её мнению, историческую ценность данного места.